# Jakob Thordsen
Jakob Thordsen (Amburgo, 22 ottobre 1999) è un canoista tedesco, vincitore di due medaglie d'oro ai campionati mondiali.

## Palmarès
| Anno | Manifestazione          | Sede             | Evento          | Risultato | Prestazione | Note |
| ---- | ----------------------- | ---------------- | --------------- | --------- | ----------- | ---- |
| 2016 | Mondiali juniores e U23 | Minsk            | K4 1000m junior | 5°        | 3'07"808    |      |
| 2017 | Mondiali juniores e U23 | Pitești          | K2 1000m junior | Oro       | 3'44"076    |      |
| 2018 | Mondiali                | Montemor-o-Velho | K4 1000m        | Oro       | 2'57"947    |      |
| 2019 | Mondiali juniores e U23 | Pitești          | K1 500m U23     | Oro       | 1'47"247    |      |
| 2019 | Mondiali juniores e U23 | Pitești          | K1 1000m U23    | Argento   | 3'43"024    |      |
| 2019 | Mondiali                | Seghedino        | K4 1000m        | Oro       | 2'48"793    |      |